# Jamesonia sellowiana
Jamesonia sellowiana är en kantbräkenväxtart som först beskrevs av Georg Heinrich Mettenius och Oskar Kuhn, och fick sitt nu gällande namn av Maarten J.M. Christenhusz. Jamesonia sellowiana ingår i släktet Jamesonia och familjen Pteridaceae. Inga underarter finns listade.